# Abdulaziz Khathran
Abdulaziz Khathran (31 de julho de 1973) (em árabe: عبد العزيز الخثران) é um ex-futebolista saudita que atuava como zagueiro.

## Carreira
Khathran começou sua carreira no Al-Shabab aonde começou como lateral esquerdo. Algum tempo depois, foi movido para uma posição de meio-campista na esquerda. Na seleção nacional, geralmente joga como volante.
Khathran jogou pela seleção nacional pela Copa do Mundo FIFA de 2002 e 2006.